# Litevská osvobozenecká válka
Litevská osvobozenecká válka, příp. Litevská válka za nezávislost (litevsky Laisvės kovos) je série tří konfliktů, ve který museli Litevci bránit svůj nově vzniklý stát postupně proti bolševickému Rusku, Západní ruské dobrovolnické armádě patřící k bělogvardějcům a nově vzniklé Polské republice. Vojenské operace probíhaly s přestávkami od prosince 1918 do listopadu 1920. Výrazně zbrzdily mezinárodní uznání Litvy ostatními státy a vytvoření litevských civilních úřadů.

## Předcházející události

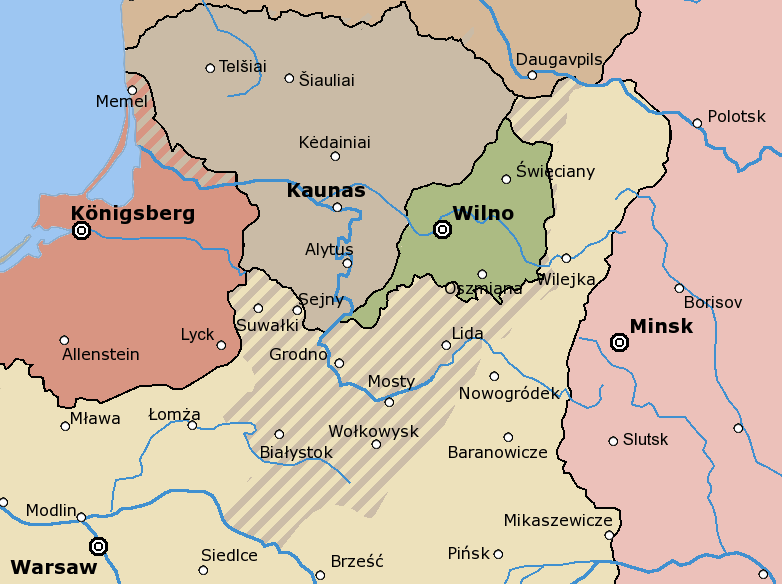
Konečné hranice Litvy společně s naznačením Střední Litvy

Litva byla do roku 1795 součástí Republiky obou národů. Tento státní celek po třetím dělení Polska zcela zanikl a Litva připadla z většiny carskému Rusku. Pouze jižní část dnešní Litvy se stala součástí Německého císařství. Rusové zakázali vyučovat litevštinu a zavedli na území silnou rusifikaci obyvatelstva. Však začátkem 19. století proběhlo litevské národní obrození a začaly se formovat skupiny požadující větší pravomoci na vedení státu.

### První světová válka v Litvě
Začátkem první světové války německá armáda podnikla masivní útok směrem do Pobaltí. Rusové dokázali stabilizovat frontu až na území dnešního Lotyšska, takže Litva zůstala po celou dobu války okupována německou armádou. Nejdůležitější města Vilnius a Kaunas byla Němci dobyta v roce 1915. Litevská rada v únoru 1918 vyhlásila znovuobnovení nezávislosti Litvy s odkazem na litevský stát před rokem 1795. Akt byl zprvu odmítán německými okupačními orgány, ale v březnu 1918 polevili s úmyslem vytvořit z Litvy satelitní stát závislý na Německém císařství. Němci tak nedovolili Litevcům vytvořit vlastní policii, armádu a správní úřady.
Litevci nakonec byla obnovena monarchie a vzniklo oficiálně nezávislé Litevské království, které bylo pod plnou kontrolou německé armády. Králem Litevského království byl zvolen v červenci 1918 württemberský vévoda Vilém II. z Urachu, který měl na trůn nastoupit jako Mindaugas II. Němci ale se vznikem království nesouhlasili (klonili se k personální unii Litvy s německým Pruskem) a znemožnili Mindaugasovi odcestovat do Litvy. Vilém tak nikdy na korunovaci do Litvy nepřijel.
Válka skončila v listopadu 1918 porážkou Německa, a Němci tak ztratili kontrolu nad Litvou. Prozatímní litevská vláda se pod vlivem událostí začala klonit na stranu vítězů (republik) Francie a USA. Vzala zpět svou nabídku trůnu a Ústavodárné shromáždění následně rozhodlo o zformování Litevské republiky. Vznikla první litevská vláda, kterou vedl Augustinas Voldemaras.

### Vznik armády
Vláda zpočátku deklarovala, že nebude potřebovat velkou armádu pro udržení nezávislosti Litvy. Avšak politická situace v pobaltí byla čím dál více nestabilní a tak Litva vyslala misi vedenou Antanasem Smetonuo do Německa s žádostí o pomoc. Německo pak zaplatilo Litvě 100 miliónu marek ve formě reparací a litevská armáda začala být budována podle německého vzoru. Do Litvy byli také posíláni němečtí dobrovolníci, kteří vytvořili Jižní litevsko-saskou dobrovolnickou brigádu.

## Válka se sovětským Ruskem

### Sovětský útok na Litvu
Oficiálním koncem první světové války byla také anulován Brestlitevský mír, který byl podepsaný mezi Německem a Ruskem. Sovětské Rusko pod vlivem světové revoluce zaútočilo na všechny nově vzniklé pobaltské státy včetně Litvy. Rudá armáda zaútočila na Litvu z východu v prosinci 1918. Pod vlivem útoku zformovali litevští komunisté dočasnou revoluční vládu ve Vilniusu, v jejímž čele stál komunista Vincas Mickevičius-Kapsukas. Ve stejnou dobu ale prohlásili kontrolu nad městem jak Litevci, tak Poláci. Německá vojska se z města odsunula na konci prosince 1918 zpátky do Německa a Rudá armáda zaútočila na začátku ledna 1919. Litevští představitelé uprchli z města s německou armádou, a tak Rudé armádě vzdorovaly pouze polské jednotky vedené generálem Władysławem Wejtkou. Po pětidenním boji však bolševici ovládli město a postupovali dále na západ. Taktéž v lednu 1919 v třetím největším městě Litvy Šiauliai propukla vzpoura proti litevské vládě a moci se chopili místní komunisté. Když Rudá armáda vstupovala do města, byla zde již etablována sovětská moc.

### Litevsko-německý protiútok

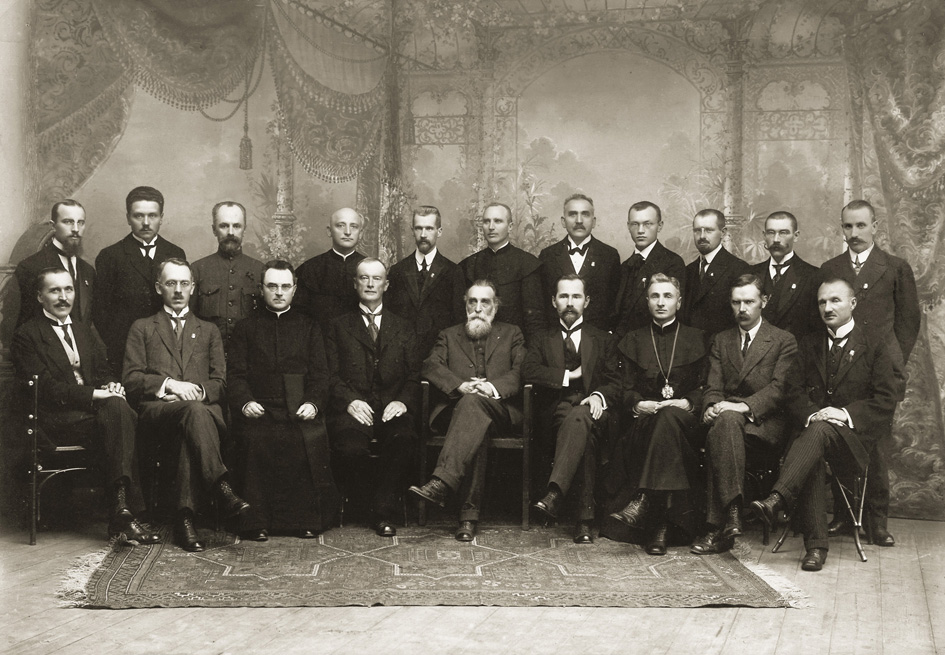
Původních 20 členů Litevské rady po podepsání vyhlášení nezávislosti Litvy

v půlce ledna 1919 byla mezi stahující se německou armádou a sovětským Ruskem podepsána dohoda o demarkační linii. Poloha linie zabraňovala bolševikům přímo zaútočit na Kaunas, kde sídlila litevská vláda. Rudá armáda se tedy vydala do Kaunasu přes jižněji položený Alytus. V té době se do konfliktu zapojili němečtí dobrovolníci (Freikorps) vedení generálem Rüdigerem von der Goltz a společně s litevskou armádou podnikli útok na sovětské pozice. Úspěšný postup posílil morálku litevské armády a zasadil silný úder bolševickému vojsku. Došlo by k úplnému zničení místního sovětského vojska, kdyby Němci neodmítli pronásledovat prchající ruské síly.
Pohyb bolševických vojsk v blízkosti Východního Pruska stále více znervózňoval Německo a tak byli vysláni další dobrovolníci do řad vojska Rüdigera von der Goltz. S pomocí místních partyzánů vedených Povilasem Plechavičiusem se podařilo porazit ozbrojené síly komunistů z Šiauliai. Bolševici reagovali na porážku místních komunistů vytvořením Litevsko-běloruské socialistické sovětské republiky (zkráceně Litbel) a síly místních komunistů včlenili do Rudé armády. Posílená německá armáda ale pokračovala v postupu a v průběhu března 1919 postupně obsadila města Kuršėnai, Šiauliai a Radviliškis. Německé jednotky byly v Litvě aktivní do 31. března 1919.
Sovětská armáda začala propadat chaosu a demoralizaci a šířily se případy dezerce. Litevská armáda toho chtěla využít, zaútočit na Vilnius a dobýt zpátky hlavní město. Rozkladu sovětské armády ale využili i Poláci a Vilnius obsadili před příchodem Litevců. Boje Poláků s bolševiky však i tak Litevci využili a posílili své armády na severovýchodě země. Došlo k reorganizaci armády a mobilizaci dalších vojáků za účelem dokončit vyhnání bolševiků z Litvy.

### Konec války
Dne 17. března 1919 zahájila litevská armáda konečný útok na sovětské pozice. Postupně byli bolševici nuceni ustoupit z Panevėžysu a Kupiškisu. Litevci začali materiálně podporovat lotyšské partyzány a dostali se až k městu Daugavpils v dnešním Lotyšsku. Zde na březích řeky Daugavy se vojska zastavila a republika Litbel byla následně rozpuštěna.
12. července 1919 byl podepsán mír mezi Litvou a sovětským Ruskem. Bolševici uznali nezávislost Litvy a její právo na město Vilnius. Tato smlouva ale nebyla uznána Polskem, které v té době Vilnius drželo.

## Válka s bělogvardějci
Západoruská dobrovolnická armáda byla jednou z armád bělogvardějců, které bojovaly v Ruské občanské válce proti bolševikům. Byla vedena kozáckým vůdcem Pavlem Bermondt-Avalovem. Ačkoliv oficiálně zodpovídala admirálu Kolčakovi za boj proti místním bolševikům, její vojáci byli z tří čtvrtin Němci (bývalí ruští zajatci nebo vojáci rekrutováni z řad baltských Němců). Takže Bermondt-Avalov se spíše zabýval potlačováním národnostních hnutí v Pobaltí a udržení moci německé šlechty než bojem proti sovětskému Rusku. Velice aktivní byla tato armáda především v Lotyšsku, kde se dokonce pokoušela dobýt Rigu.
První kontakt obou armád proběhl v červnu 1919, kdy bělogvardějci obsadili město Kuršėnai. Litva zaměstnaná boji s bolševiky podala pouze diplomatický protest. Ani bělogvardějci zaměstnaní boji s Lotyši v útoku nepokračovali. V říjnu 1919 ale bělogvardějci podnikli útok na západní část Litvy a obsadili města Šiauliai, Biržai, a Radviliškis. Zavedli na obsazeném území povinnost používat pouze ruštinu, začali plenit a loupit, a tak se proti nim začaly vytvářet partyzánské skupiny.
Bělogvardějci mezitím utrpěli sérii porážek od spojeného vojska Lotyšska a Estonska, které bylo podporováno britským námořnictvem. Zbytek armády se stáhl z Lotyšska k litevskému městu Radviliškis, kde ležel významný železniční uzel. Litevská armáda zaútočila 21. listopadu a rozhodujícím vítězstvím zlomila moc armády generála Bermondt-Avalova. Boj byl ukončen diplomatickým zásahem států Dohody. Francouzský generál Henri Niessel zprostředkoval evakuaci zbývajících německých vojáků do Německa. Poslední německý voják opustil Litvu 15. prosince 1919.

## Válka s Polskem
V červnu 1920 měli bolševici v Polsko-sovětské válce výrazně navrch. Vytlačili Poláky hluboko na jejich území, ale tam sovětská vojska utržila zdrcující porážku v bitvě u Varšavy. Z drtivé porážky se bolševici už nevzpamatovali a zažádali Poláky o mír. Během bojů Litva oficiálně zachovala neutralitu, ale fakticky pomáhala sovětské straně (12. července 1920 uzavřela Litva a Sovětské Rusko mírovou smlouvu, kterou bylo Vilensko přiznáno Litvě za Litevci slíbené povolení průchodu jednotek Rudé armády přes území Litvy). V červenci se dokonce litevská vojska účastnila bojů proti Polákům u Troků a Landvarova. Za litevské služby po sovětské porážce u Varšavy Sovětský svaz umožnil Litvě obsadit Vilensko (Na konci srpna Sovětské Rusko Litvě Vilnius skutečně předalo a ta jej 26. srpna 1920 vyhlásila za své hlavní město.) Polská vojska pronásledující prchající rudou armádu brzy narazila na Vilensku na litevské síly. Bez ohledu na to, že mezi Polskem a Litvou už proběhly boje na Suvalsku. (Litva využila polského oslabení a obsadila oblast Suvalek, odkud byla ale na přelomu srpna a září za polské protiofenzívy vytlačena zpět za Fochovu linii.) Polsko prozatím proti litevským vojskům na Vilensku nepodniklo žádné kroky. To se ovšem brzy změnilo. Z ohledu na dohodové mocnosti, které se diplomaticky angažovaly v řešení polsko-litevského střetu a probíhajícím jednáním, Polsko nechtělo proti Litvě zasáhnout bezprostředně. Před poražením sovětských vojsk, během nezastavitelné ofenzivy rudé armády bylo Polsko přinuceno západními mocnostmi ustoupit Litvě a ostatním sousedům za příslib pomoci. 13. července 1920 polská delegace podepsala úmluvu o přenechání Vilniusu Litvě, konečné rozhodnutí však mělo příslušet Nejvyšší spojenecké radě. 7. října 1920 (výsledek konference v Spa) podepsalo Polsko a Litva v Suvalkách smlouvu o dočasné demarkační linii, podle které se Vilnius nacházel na litevské straně. Ovšem diplomaticky západní mocnosti v Moskvě ničeho nedosáhly a jejich vojenská pomoc do Polska nikdy nedorazila. V konečném důsledku Polsko porazilo Sovětský svaz vlastními prostředky. Polský generál Lucjan Żeligowski, pocházející z Vilenska (stejně jako vůdce Polska Józef Piłsudski), dostal od svého vrchního velení rozkaz vyvolat "vzpouru" svých jednotek a vytlačit ze svého rodného Vilenska litevská vojska. Želigovský rozkaz splnil. Polská operace byla odsouzena Spojeným královstvím (Britové v té době stáli proti Polsku ve všech věcech týkajících se otázky hranic) i Francií a polská vláda se od ní formálně distancovala. Želigovský vyhlásil na Vilensku samostatný stát Střední Litva (polsky Litwa Środkowa). Po úspěšné operaci Piłsudski nabídl litevské vládě uznání Vilniusu za litevské území za její souhlas s vytvořením polsko-litevské federace a obrátil se na obyvatelstvo deklarací Obyvatelům bývalého velkoknížectví litevského. Současně však polští národní demokrati chápali Litvu jen jako polský region a požadovali její bezprostřední včlenění do polského státu. Litevská vláda federaci odmítala (nejen z ohledu na názory Dmowského politické strany, důležitou roli zde hrál také litevský nacionalismus). Liga národů nakonec diplomaticky zakročila a Litva se musela smířit se ztrátou Vilniusu. Střední Litva se stala oficiálně součástí Polska po plebiscitu v roce 1922. Provizorním hlavním městem Litvy se stal Kaunas, ale v litevské ústavě byl i nadále jako hlavní město uváděn Vilnius. Spor o toto město, které bylo obydleno hlavně Poláky, ale zároveň bylo historickým hlavním městem Litvy, poznamenal polsko-litevské vztahy po celé meziválečné období. Vilnius byl přičleněn k Litvě až v roce 1939, kdy ale Litva už nevystupovala jako samostatný stát, ale jako Litevská SSR.

## Povstání v Klaipėdě
Německo po porážce ve válce ztratilo rozsáhlé území na východě převážně ve prospěch Polska. Jednou z nejvýchodnějších částí Německa před válkou byl přístav Klaipėda (německy Memel). Z Klaipėdy se po válce stalo Svobodné město pod patronátem Organizace národů. Ve městě byla přítomna francouzská vojska, ale veškerá administrativa zůstala v rukou Němcům. Místní Němci se dožadovali znovupřipojení k Německu, Polsko si činilo nárok na město a Litva, pro kterou by Klaipėda byla nejdůležitějším přístavem, se taky nehodlala vzdát. V roce 1923 vypuklo v Klaipėdě povstání místních Litevců a litevská armáda přispěchala povstalcům na pomoc. Francouzská armáda zpočátku kladla odpor, ale brzo se všechny jednotky vzdaly a vrátili se do Francie.
Klaipėda se stala oficiálně součástí Litvy po posvěcení přičlenění od Ligy národů v roce 1924.